# Impasse Cels
L'impasse Cels est une voie du 14e arrondissement de Paris, en France.

## Situation et accès
L'impasse Cels est une voie privée située dans le 14e arrondissement de Paris. Elle débute au 7, rue Cels et se termine en impasse.

Quelques vues de la voie
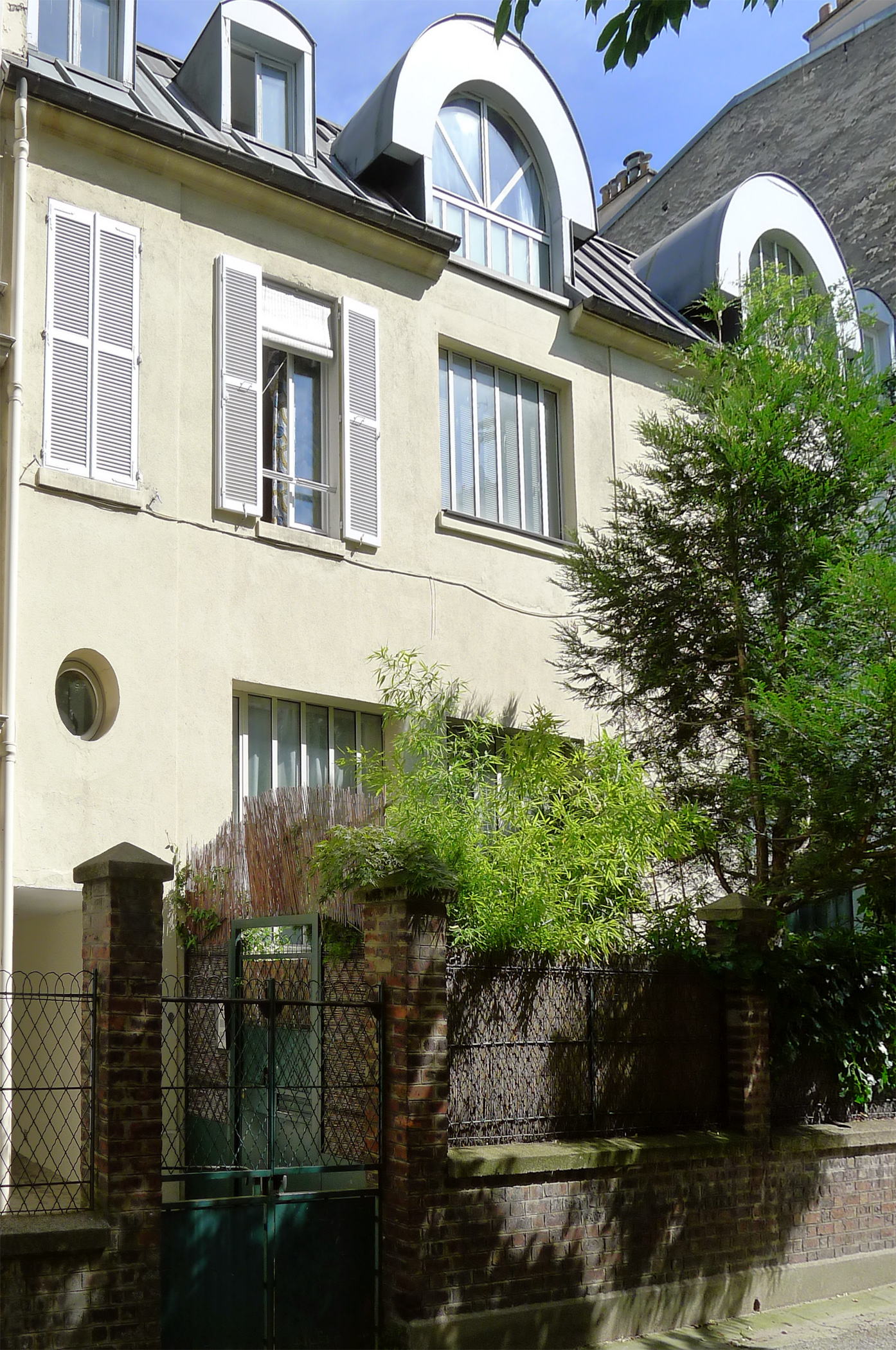
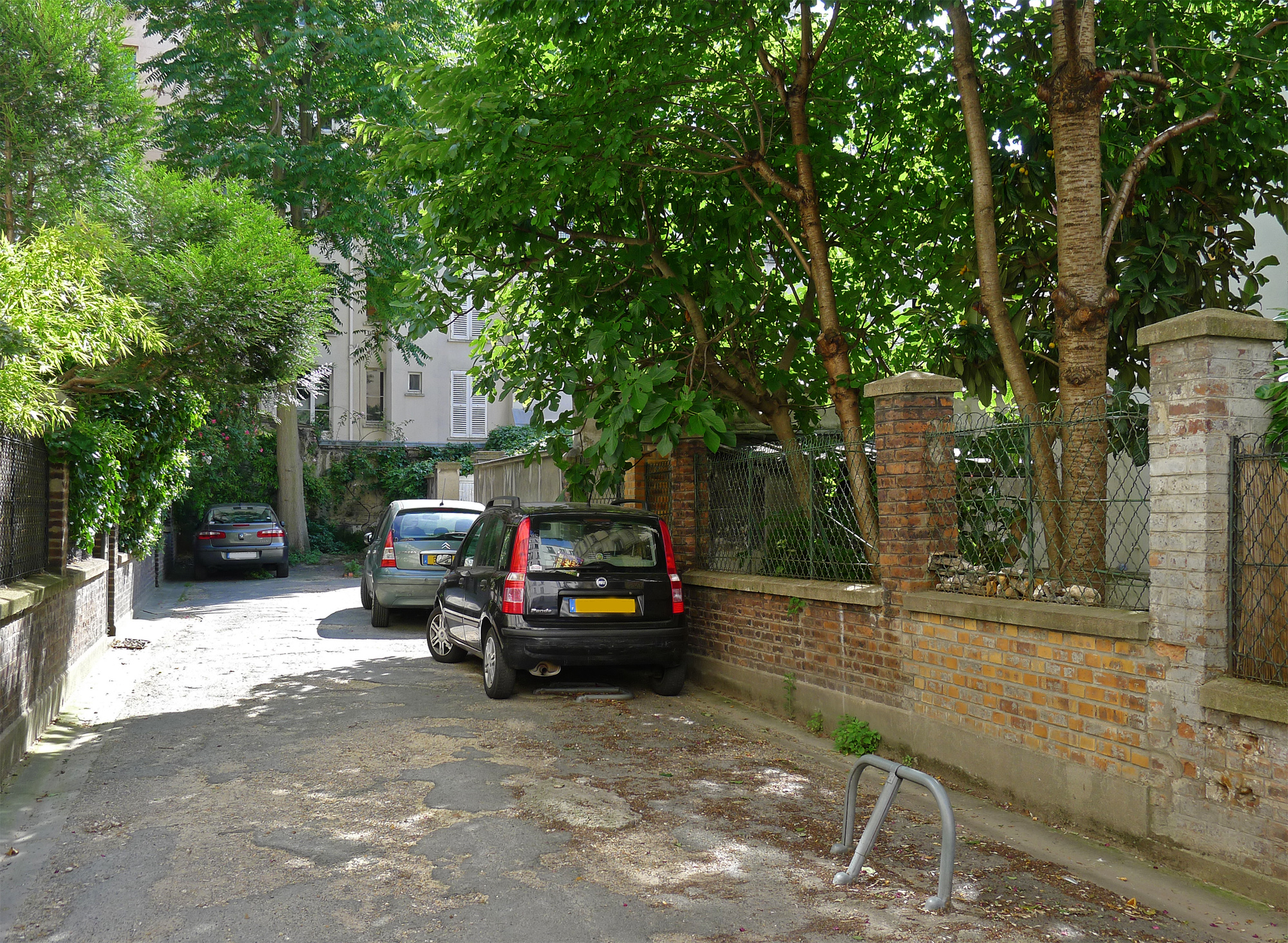

## Origine du nom
Elle porte le nom de Jacques Philippe Martin Cels (1743-1806), horticulteur et  membre de l'Institut, grand-père de l'ancien propriétaire du terrain sur lequel la voie a été ouverte.

## Historique
Comme la rue Cels, l'impasse Cels fut ouverte en 1850 au Petit-Montrouge, alors territoire de l'ancienne commune de Montrouge (actuel quartier du Petit-Montrouge).
Au cours du siège de Paris, vers la fin du conflit franco-prussien (1870-1871), un obus prussien tombé dans la nuit du 15 au 16 janvier 1871 au 8, rue Cels blesse les dames Barbier et Sabadie.